# Hidrolina
Hidrolina är en kommun i Brasilien.   Den ligger i delstaten Goiás, i den centrala delen av landet, 190 km nordväst om huvudstaden Brasília. Antalet invånare är 4 029.
Omgivningarna runt Hidrolina är huvudsakligen savann. Runt Hidrolina är det mycket glesbefolkat, med 6 invånare per kvadratkilometer.